# خيسقة
خَيْسَقَة (الاسم العلمي Scalenostoma) جنس حيوانات بحرية من الرخويات معديات الأرجل وفصيلة الاوليميات. أنواعها المعروفة قليلة العدد أعطانها بعض مناطق المحيط الهندي. أصدافها صغيرة مخروطية الشوزن، رتاجية الحلزنة، لماعة، وحيدة اللون المتفاوت الماجات.